# Mad TV (jeu vidéo)
Pour l’article homonyme, voir Mad TV.
Mad TV est un jeu vidéo développé par Rainbow Arts, sorti pour Amiga et DOS en 1991. Il s’agit d’un jeu de gestion d’une chaine de télévision. Le joueur incarne le directeur des programmes de la chaîne, et doit veiller à l’audience. Le but du jeu est de séduire l’une des employées, la ravissante Betty.

## Trame
Dans la scène cinématique d’introduction, le héros regarde passivement la chaîne de télévision Mad TV. Il tombe sur une émission présentée par la ravissante Betty. Tombé follement amoureux, il se rend dans les bureaux de la chaîne. Sur place, l’irascible directeur de la chaîne vient de renvoyer son directeur de la chaîne en le défenestrant. Il engage alors le héros, qui y voit une occasion pour séduire Betty.

## Système de jeu
Mad TV est un jeu de gestion, où le but est de rendre une chaîne de télévision compétitive. Le joueur se déplace dans un immeuble de plusieurs étages, représenté en vue de côté. À l’aide de la souris, il se déplace dans les différents locaux de la chaîne.
Le joueur doit établir la grille des programmes journalière, consistant en sept heures de diffusion. Une grille se compose de trois parties : le journal télévisé, la publicité et le programme.
Les contrats publicitaires permettent de gagner de l'argent. Plus le contrat publicitaire rapporte d'argent et plus les exigences de l'annonceur seront élevées, comme l’audience minimum ou le nombre de diffusion. Le contrat prévoit aussi une indemnisation si une clause n’est pas respectée.
Le journal télévisé sert à attirer un maximum de personnes devant le petit écran : une bonne audience sur un JT permet d'attirer plus de monde devant le programme qui suit. Il est diffusé toutes les heures avant le début d'un programme. Le joueur négocie des dépêches dans trois domaines, actualité sérieuse, actualité people et divers.
Le programme principal peut être un film, une série, ou un direct. Le prix du programme peut varier. Chaque programme dispose de deux jauges: une qui détermine l'attrait des spectateurs, et une qui montre quel est l'intérêt de Betty. L'audimat que va réaliser le film ou la série dépendra de ce qui est diffusé sur les chaines concurrentes, mais également de la lassitude des spectateurs (si le même film est rediffusé fréquemment il réalisera de moins en moins d'audience). Un direct n'est diffusable qu'une fois. Le joueur peut également lancer la production de séries, en choisissant les personnages principaux et secondaires, les décors, les effets spéciaux...
L’audience peut être élargie en achetant des antennes et des satellites permettant une large diffusion.
Le joueur doit composer avec deux chaînes télévisées concurrentes et deux rivaux qui tentent aussi de séduire Betty. Des bombes sont parfois déposées dans l’immeuble, provoquant des dégâts coûteux. Il est cependant possible de tromper le poseur de bombes en modifiant le panneau indicateur du rez-de-chaussée.
À certains moments, des sortes d'oscars sont données à la chaine qui réalise le meilleur audimat dans un domaine donné.
Le but du jeu est de séduire Betty. Le joueur monte dans son estime en lui achetant des cadeaux, et en diffusant à l'antenne des programmes qu'elle apprécie.

## Accueil
Le jeu fut plutôt bien reçu par la critique. Le magazine Joystick lui attribue la note de 91%, notant que le jeu n'offre "pas de prouesse technique mais des heures et des heures de jeu", et que l'animation est "très rapide et plutôt fluide pour du PC". Le magazine Génération 4 lui donne la note de 81%, le qualifiant de "très bon jeu", avec une idée "originale" et des animations "très sympathiques".

## Héritage
Une suite intitulée Mad TV 2 est sortie en Allemagne. Le jeu reprend le même concept, en y ajoutant de nouvelles idées.